# Hotelul „Coroana” din Sighetu Marmației
Hotelul „Coroana” din Sighetu Marmației este un monument istoric aflat pe teritoriul municipiului Sighetu Marmației.